# Prokofiev (cratère)
Pour les articles homonymes, voir Prokofiev (homonymie).
Prokofiev est un cratère situé sur le pôle nord de la planète Mercure. Il porte le nom du compositeur russe Sergueï Prokofiev. Les données du vaisseau spatial MESSENGER indiquent qu'il contient de la glace et des composés organiques. Bien que d'autres cratères de la région polaire nord de Mercure contiennent également de la glace, Prokofiev est le plus grand d'entre eux, avec de la glace de surface au fond dans une obscurité éternelle.